# Jens Christian Frederik Krætzmer
Jens Frederik Christian Krætzmer (Kretzmer, Kretschmer) (7. oktober 1808 i København – 22. juli 1853 sammesteds) var en dansk oboist, organist og kgl. kapelmusikus, gift med skuespillerinderne Andrea Krætzmer og Caroline Marie Krætzmer.

## Karriere
Han var søn af værtshusholder Johan Gottfried Krætzmer (ca. 1761-1839) og Marie Jensdatter (Lyngbye) (ca. 1765-senest 1834). I 1826 blev Krætzmer ansat som oboist i Kapellet, hvor han var til 1849, da han blev fyret på grund af dårlig opførsel. Siden var han organist ved Kastelskirken. Han døde under koleraepidemien.

## Ægteskaber
27. februar 1829 ægtede han i Holmens Kirke Andrea Marie Møller, men ægteskabet blev opløst 1833. Allerede efter ti måneders samliv flyttede hun hjem til sine forældre, fordi ægtemanden var voldelig over for hende og hendes uægte barn.
Han blev gift anden gang 19. april 1833 i Christiansborg Slotskirke med operasangerinde Caroline Marie Keck (21. november 1812 - 19. april 1895).